# Parque nacional de Mavinga
Mavinga es un parque nacional de la provincia de Kuando Kubango, en el sureste de Angola. Tiene una superficie de 46.076 kilómetros cuadrados. Fue proclamado en 2011 junto con el vecino parque nacional de Luengue-Luiana, de 22.610 kilómetros cuadrados. Los dos parques son contiguos y se gestionan como una sola unidad. Los parques se crearon para conservar el alto valor ecológico y biológico de las zonas. Mavinga forma la frontera occidental de la mayor zona de conservación de África, la Zona Transfronteriza de Conservación Kavango-Zambezi (KaZa TFCA).

## Historia
Las poblaciones de fauna silvestre se redujeron drásticamente durante la guerra civil de Angola (1975 a 2002). El Parque fue proclamado en 2011 junto con el parque nacional de Luengue-Luiana.

## Clima
La región tiene un clima tropical de sabana. La precipitación media anual oscila entre 600 y 1.000 mm.

## Geografía y accesos
La red de carreteras dentro del parque está bastante bien desarrollada, aunque muchas de ellas están en mal estado o son inaccesibles debido a las minas terrestres que quedan de la guerra civil angoleña.

## Biología y ecología
Hay cinco hábitats identificados en los dos parques: bosque abierto, bosque denso, pradera abierta, vegetación acuática y tierras cultivadas.

## Flora
El bosque denso de miombo se encuentra entre los ríos Longa y Cuito y está dominado por especies de Brachystegias, Julbernadia, Guibortia y probablemente Cryptosepalum. Las tierras cultivadas destacan en las zonas septentrionales alrededor de las localidades de Longa y Cuito Cuanavale.

## Fauna
La guerra civil angoleña, que duró tres décadas, contribuyó al grave declive de las comunidades de fauna, antaño abundantes, sobre todo de mamíferos de gran tamaño. VERISSIMO (2008) afirma que históricamente había más de 150 especies de mamíferos en Kuando Kubango.

## Fuego
El paisaje del parque nacional de Mavinga se caracteriza por ser una sabana dependiente del fuego. Durante la estación de lluvias, los rayos pueden provocar incendios. También se producen incendios provocados por los agricultores de subsistencia residentes en el parque.

## Área de Conservación Transfronteriza Kavango-Zambezi
El parque se encuentra dentro del Área de Conservación Transfronteriza Kavango-Zambezi (KAZA), que abarca zonas contiguas del sureste de Angola, el norte de Botsuana, el noreste de Namibia, el suroeste de Zambia y el oeste de Zimbabue (Figura 1). Contiene un mosaico de áreas protegidas, intercaladas con extensas tierras comunales en las que se practica el pastoreo y el agro-pastoreo a pequeña escala.

## Gestión del parque
En 2016 se elaboró un Plan de Gestión del parque para el periodo: 2016-2020. Este plan se centra en cuestiones clave de gestión y desarrollo con una perspectiva a corto plazo de 5 años. Establece las siguientes prioridades:

### Prioridades de gestión
Ecológicas
1. Controlar los incendios
2. Combatir la caza furtiva y la tala ilegal
3. Mejorar la conectividad con las áreas de conservación vecinas
4. Reducir los conflictos entre el hombre y la vida silvestre
5. Frenar la expansión de las zonas urbanas y de cultivo
6. Mejorar el conocimiento sobre la biodiversidad en el parque.

Desde una perspectiva institucional y de desarrollo, las principales prioridades son:
1. Retirada de minas terrestres
2. Clarificación de las estructuras de personal, descripción de los puestos de trabajo e indicadores de rendimiento
3. Construcción de puertas de entrada al parque y de las oficinas correspondientes para controlar las entradas y salidas
4. Construcción de alojamientos para el personal, garajes, almacenes, etc.
5. Desarrollo de asociaciones con las comunidades locales
6. Sensibilización sobre el parque entre los residentes y las autoridades
7. Desarrollo de reglamentos específicos para el parque
8. Identificación del potencial turístico e inicio de una conferencia de inversores para atraer el interés.[1]